# Bruno de Sá
Bruno de Sá Nunez, né le 29 novembre 1989, est un sopraniste brésilien,.